# Matrikel
Matrikel är en förteckning över medlemmar i en förening eller institution av något slag.
Termen "matrikel" är från senlatinets matricula, offentligt register eller rulla, en diminutivform av det klassiska latinets matrix, med samma betydelse; Tidigaste belägget för ordet matrikel i svenskan är från 1620.
En matrikel avgränsas från biografiska lexikon, som Svenskt biografiskt lexikon och Vem är det, men också från herdaminnen, genom att dels omfatta endast medlemmar av en speciell förening eller institution, dels förteckna vid tidpunkten ifråga endast levande personer.
Matriklar finns över ledamöter av vetenskapliga eller vittra samfund eller akademier, över inskrivna studenter vid universitet, studentnation eller läroverk, över olika yrkesutövare, men även över medlemmar i olika privata sällskap.
En matrikel kan vara handskriven, tryckt eller digital, och utgöra allt från enkla namnlistor till fullödiga biografier. De grundligaste svenska matriklar som tryckts är de som förtecknar läkare, präster och universitetspersonal.

## Matriklars användning
En matrikels omedelbara syfte är att underrätta om vilka som är medlemmar av en förening eller institution. Men matrikeln är därtill ett oundgängligt hjälpmedel vid all forskning med personhistorisk inriktning och inte minst vid släktforskning. I väl utförda matriklar ges uppgifter om när och var en person föddes och avled, när personen blev medlem av föreningen eller institutionen, personens studier och yrkeskarriär, familjeförhållanden (föräldrar, giftermål, barn), samt litterära produktion.

## Historia
Termen matrikel (matricula) förekommer i senlatinsk lagstiftning, i den år 529 färdigställda Codex Justinianus. Termen togs upp av den medeltida kyrkan, dels som benämning på förteckning över varje enskild kyrkas prästerskap, matricula clericorum, dels som benämning på förteckning över de fattiga som kyrkan understödde, matricula pauperum. När universiteten inrättades från 1100-talet blev matrikel (stundom album) beteckningen på den lista som varje universitet och studentnation förde över de inskrivna (immatrikulerade) studenterna. Sådana finns bevarade från 1300-talet. Den äldsta svenska större matrikeln torde vara Uppsala universitets matrikel, som finns från 1595.

## Större svenska matriklar

### Universitetsmatriklar
Uppsala universitets matrikel från 1595 till 1817 finns senare utgiven (1900-71). Det är här fråga om universitets inskrivningsbok, där studenterna skrivits in efter hand som de kommit till universitetet. En annan svit av matriklar, utgivna med olika mellanrum 1832-1975, omfattar de anställda vid universitetet 1832-1960. Dessa senare matriklar utgör den bästa källan för den som söker information om tidigare universitetslärare och professorer.
- Uppsala universitets matrikel, Uppsala: Lundequistska bokh., 1900-1971 (inskrivningsboken 1595-1817).
- Upsala academies matrikel. 1832, (red. C. H. Ekstrand), Uppsala: Palmblad, 1832.
- Upsala academies matrikel [1841], (red. Aug. Th. Låstbom), Uppsala: Wahlström & Låstbom, 1841.
- Upsala universitets matrikel [1883], (red. L. Bygdén), Uppsala: Akad. bokh., 1883.
- Upsala universitets matrikel [1896], (red. J. von Bahr och Th. Brandberg), Uppsala: Univ., 1896.
- Uppsala universitets matrikel [1906], (red. J. von Bahr och Th. Brandberg), Uppsala: Univ., 1906.
- Uppsala universitets matrikel höstterminen 1916, (red. Thoralf Fries och Ernst von Döbeln), Uppsala: Univ., 1917.
- Uppsala universitets matrikel höstterminen 1926, (red. Thoralf Fries och Ernst von Döbeln), Uppsala: Univ., 1927.
- Uppsala universitets matrikel höstterminen 1936, (red. Thoralf Fries och Ernst von Döbeln), Uppsala: Univ., 1937.
- Uppsala universitets matrikel 1937-1950, (red. Åke Dintler och J.C. Sune Lindqvist), Uppsala: Almqvist & Wiksell, 1953.
- Uppsala universitets matrikel 1951-1960, (red. Åke Dintler och J.C. Sune Lindqvist), Uppsala: Almqvist & Wiksell, 1975.

### Läkarmatriklar
Läkare är utförligt dokumenterade, med början i Sackléns läkarhistoria. Ett register till detta utgavs 1902 (se nedan).
- J. F. Sacklén, Sveriges läkare-historia ifrån konung Gustaf I:s till närvarande tid, 3 bd, Nyköping 1822-24 (supplement utkom 1835 och 1853).
- A. H. Wistrand, A. J. Bruzelius & C. Edling, Sveriges läkare-historia ifrån konung Gustaf I:s till närvarande tid. Ny följd, 2 bd, Stockholm 1872-76.
- A. J. Bruzelius, Sveriges läkare-historia ifrån konung Gustaf I:s till närvarande tid. Tredje följden, 4 bd, Stockholm 1886-1901.
- A. J. Bruzelius, Svensk läkare-matrikel.  D. [5], Förteckning öfver svenska läkare intill år 1901 tillika utgörande register till Sveriges läkarehistoria ... : första, andra och tredje följden, Stockholm 1902.
- N. J. Welinder, Biografisk matrikel över svenska läkarekåren 1924, Stockholm 1924.
- A. Widstrand, Svenska läkare i ord och bild. Porträttgalleri med biografiska uppgifter över nu levande svenska läkare, Stockholm 1939 (ny uppl. 1948, supplement av Bror Rexed 1953).
- Lars Dahlgren & Åke Davidsson, Svensk läkarmatrikel 1970, Stockholm 1971 (se Vem är Vem).

### Prästmatriklar
Prästmatriklar har utgivits för särskilda stift sedan 1700-talet, och för hela Svenska kyrkan sedan 1810. En prästmatrikel skall skiljas från ett herdaminne, som handlar om samtliga präster genom tiderna i ett stift. Under 1900- och 2000-talen har  gemensamt för hela Svenska kyrkan utgivits följande matriklar:
- Biografisk matrikel över Svenska kyrkans prästerskap, 1902, 1914, 1934, 1970.
- Statistisk matrikel över Svenska kyrkans prästerskap, 1899–1982, utgavs omkring 4–5 gånger per tioårsperiod.
- Matrikel för Svenska kyrkan, 1983–, utkommer årligen sedan 2000.